# Ессекс (переписна місцевість, Массачусетс)
Ессекс (англ. Essex) — переписна місцевість (CDP) в США, в окрузі Ессекс штату Массачусетс. Населення — 1517 осіб (2020).

## Географія
Ессекс розташований за координатами 42°38′4″ пн. ш. 70°46′36″ зх. д. / 42.63444° пн. ш. 70.77667° зх. д. (42.634421, -70.776592).  За даними Бюро перепису населення США в 2010 році переписна місцевість мала площу 5,78 км², з яких 5,33 км² — суходіл та 0,45 км² — водойми.

## Демографія
Згідно з переписом 2010 року, у переписній місцевості мешкала 1471 особа в 602 домогосподарствах у складі 381 родини. Густота населення становила 254 особи/км².  Було 645 помешкань (112/км²).
Расовий склад населення:
| - 97,6 % — білих - 0,6 % — азіатів - 0,3 % — чорних або афроамериканців - 0,1 % — корінних американців |

До двох чи більше рас належало 1,0 %. Частка іспаномовних становила 1,2 % від усіх жителів.
За віковим діапазоном населення розподілялося таким чином: 21,6 % — особи молодші 18 років, 61,6 % — особи у віці 18—64 років, 16,8 % — особи у віці 65 років та старші. Медіана віку мешканця становила 45,7 року. На 100 осіб жіночої статі у переписній місцевості припадало 100,1 чоловіків;  на 100 жінок у віці від 18 років та старших — 97,4 чоловіків також старших 18 років.
Середній дохід на одне домашнє господарство  становив 121 922 долари США (медіана — 105 208), а середній дохід на одну сім'ю — 153 868 доларів (медіана — 124 659). За межею бідності перебувало 3,8 % осіб, у тому числі 0,0 % дітей у віці до 18 років та 11,2 % осіб у віці 65 років та старших.
Цивільне працевлаштоване населення становило 974 особи. Основні галузі зайнятості: освіта, охорона здоров'я та соціальна допомога — 28,6 %, науковці, спеціалісти, менеджери — 15,0 %, роздрібна торгівля — 11,4 %, фінанси, страхування та нерухомість — 8,5 %.